# 弗拉基米爾·韋欽金
弗拉基米爾·彼得羅維奇·韋欽金（俄语：Владимир Петрович Ветчинкин，羅馬化：Vladimir Petrovich Vetchinkin，1888年6月29日—1950年3月6日）是前蘇聯空氣動力學、航空工程和風能領域的科學家，技術科學博士（1927年），蘇聯榮譽科學工作者（1946年）。

## 生平
韋欽金出生於庫特諾（當時位於波蘭的俄國分區），是一位俄國軍官的兒子。他於1915年畢業於莫斯科高等技術學校（MVTU），是尼古拉·茹科夫斯基最喜歡的學生，一般被視為他的繼任者。1913年，他們創造了飛機螺旋槳的漩渦片理論。1916年，韋欽金和茹科夫斯基在莫斯科高等技術學校的風洞實驗室創建了航空計算和測試局，1918年，他幫助創建了茹科夫斯基中央空氣動力研究所（TsAGI）。1923年，他成為茹科夫斯基空軍學院的教授。
1914年，韋欽金開始與阿納托利·烏菲姆采夫合作研究用於發電的高性能風車。茹科夫斯基在TsAGI成立了一個新的風力發電機部門來支持這項工作。他們於1929年在庫爾斯克建造了一台8千瓦的實驗風力發電機。為了在風力減弱時儲存能量，它使用了一個360公斤的飛輪，並將其裝在一個真空室中。
1921年至1925年，韋欽金主講火箭和太空旅行的理論，並且是第一個提出以橢圓轉移軌道為基礎的星際飛行正確理論的人（這個想法通常歸功於瓦爾特·霍曼）。他是星際旅行研究學會的會士。從1925年至1927年，他研究巡航飛彈和噴射飛機的問題，並參與RNII（噴射推進科學研究所）的活動。韋欽金是火箭先驅尤里·孔德拉秋克的主要支持者，並協助他將作品出版。
1950年3月6日，他在莫斯科逝世，享年61歲。
月球遠端的韋欽金環形山以他的名字命名。